# Yerin Baek
Baek Ye-rin (hangeul : 백예린), née le 26 juin 1997 à Daejeon, est une chanteuse sud-coréenne.

## Biographie
Yerin Baek naît le 26 juin 1997 et grandit à Daejeon en Corée du Sud. Ses premiers souvenirs musicaux remontent à son enfance, lorsque son père lui faisait écouter de la vieille pop et des oldies.
En 2007, elle apparaît dans l’émission de variété de SBS Star King. Elle remporte la première place grâce à son interprétation de I Have Nothing de Whitney Houston. La même année, elle auditionne chez JYP Entertainment et est engagée grâce à son interprétation de Listen de Beyoncé. Elle fait officiellement ses débuts en tant que membre du duo 15& avec Jamie le 7 octobre 2012 après plusieurs années d'entraînement. Yerin et Jamie débutent avec le single I Dream[réf. nécessaire].
Le 30 novembre 2015, Baek se lance en solo avec son premier EP Frank. Cet extended play marque le début de la collaboration entre Baek et le producteur Cloud. Le 20 juin 2016, elle sort son premier single numérique nommé Bye Bye My Blue ainsi que son deuxième single numérique nommé Love You on Christmas le 7 décembre de la même année. En 2018, elle forme le groupe de rock The Volunteers en tant que chanteuse et guitariste, accompagnée du guitariste Jonny, du bassiste Hyungseok Koh (Cloud) et du batteur Kim Chi Heon[réf. nécessaire].
Le 18 mars 2019, Yerin sort son deuxième EP nommé Our love Is Great. Baek contribue à la popularité du k-drama Crash Landing On You grâce à l’interprétation de sa chanson Here I Am Again. La chanson atteint la 6e place du classement K-pop Hot 100 de Billboard.
En août 2019, le duo 15& se sépare à la suite du départ de Jamie de JYP Entertainment, et un mois plus tard, Yerin annonce que son contrat avec JYP se termine. Elle décide alors de créer son propre label sous le nom de Blue Vinyl le 6 novembre 2019. Elle sort son premier album nommé Every Letter I Sent You le mois suivant chez ce même label[réf. nécessaire].
Lors des Melon Music Awards 2020, Yerin est nommée dans trois catégories : artiste de l'année, chanson de l'année pour Square (2017) et album de l'année pour Every Letter I Sent You. Elle reçoit également les récompenses Top 10 Artist et Best R&B/Soul pour son titre Square (2017). Lors des Korean Music Awards 2021, Baek est récompensée pour le meilleur album pop avec Every Letter I Sent You.
Yerin sort fin 2020 son deuxième album nommé Tellusboutyourself et son troisième EP Tellusboutyourself Remixes début 2021. Le 11 Mai 2021, le groupe The Volunteers rejoint le label indépendant de Yerin, Blue Vinyl, et lance son premier album éponyme le 27 mai, après avoir rendu sa musique disponible uniquement sur Youtube et SoundCloud. Dans les années qui suivent, elle sort un quatrième EP, Love, Yerin (2021), et deux singles numériques, Pisces (2022) et New Year (2023).[réf. nécessaire]